# Lora de Estepa
Lora de Estepa è un comune spagnolo situato nella provincia di Siviglia. Secondo il censimento del 2006 (INE), la sua popolazione ammonta a 831 abitanti.